# 蟲草素
蟲草素，或者是 3'-脫氧腺苷，是腺嘌呤核糖核苷的衍生物，两者的差别在于前者在核糖的3位上比后者少一个氧。该物质最早是从真菌虫草花Cordyceps militaris中获得的，但现在已经能通过化学方法合成。虫草花近亲九州虫草Cordyceps kyusyuensis也含本物质，但冬虫夏草不含。和虫草花亲缘更远的蝙蝠蛾虫草也含本品（物种身份经18S序列确认）。
因為蟲草素相似於腺嘌呤脱氧核糖核苷（缺的氧在2位上面），许多酶无法将两者区分开来。所以，虫草素可以参与一些特定的生物化学反应（例如，被掺入到RNA分子中，从而导致其合成的提前终止）。
虫草素在体外对一些白血病细胞系表现出细胞毒性，至少有一项虫草素作为白血病治疗的临床试验正在进行中。
虫草素已被发现在憂鬱症的动物模型中产生快速、强健、类似丙咪嗪的抗抑郁药作用。这些作用与丙咪嗪类似，都依赖于AMPA受体信号传导的增强。
蟲草素在近年來更有研究發現可以有效地治療第一型及第二型糖尿病，也有發現單磷酸化的蟲草素構型類似於AMP，因此能作用於AMPK，而具有成為非小細胞肺癌標靶藥物的潛力。

## 外部連結
- 蟲草素 Cordycepin （页面存档备份，存于） 中草藥化學圖像數據庫 (香港浸會大學中醫藥學院) （中文）（英文）